# 赤湖
赤湖位于中国江西省九江市，东部属九江县，西部属瑞昌市，东北与长江仅一堤之隔，面积68.9平方千米，是江西省第五大天然湖泊。
元末陈友谅曾与朱元璋在此交战数次。
1929年11月17日，中共在这里发动了“港口暴动”，并组建赤湖游击队，开辟了革命根据地。